# Христо Кулишев
 Тази статия е за югославския гинеколог.  За българския митничар вижте Христо Кулишев (митничар).  
Христо Кулишев (на македонска литературна норма: Христо Кулишев) е югославски лекар – гинеколог.

## Биография
Христо Кулишев е роден на 27 януари 1904 година в Дойран, тогава в Османската империя. През 1930 година се дипломира в Грац, Швейцария, специалност медицина. След това практикува в Дойран и Косово. През 1941 година започва работа в гинекологичното отделение на градската болница в Скопие, а след 1944 година работи в родилния дом в Прилеп. От март 1941 година работи в гинекологичното отделение в болницата в Битоля, а след това в здравния дом „Идадия“ в Скопие, където се пенсионира през 1974 година. Умира на 24 януари 1983 година в Скопие.